# Fanthyttan
Fanthyttan är en by och småort i Linde socken i Lindesbergs kommun, omkring 10 km norr om Lindesberg. 
Genom Fanthyttan går Riksväg 50, som här möter länsväg T 769 mot Nora. 

## Historia
Fanthyttan upptas första gången i årliga räntan 1538, då hyttan räntade 11 hundraden osmundsjärn årligen. 

## Näringsliv
Omedelbart nordväst om byn ligger, en större kalk- och dolomitfyndighet, som började brytas 1899 av Bofors och fortfarande är i bruk. Fram till år 2001 brände Larsbo Kalk AB råvaran i ugnar på platsen. Numera sker bearbetningen på annat håll.